# Капралба
Капралба (итал. Capralba) је насеље у Италији у округу Кремона, региону Ломбардија.
Према процени из 2011. у насељу је живело 1941 становника. Насеље се налази на надморској висини од 94 м.

## Становништво
| 1936. | 1951. | 1961. | 1971. | 1981. | 1991. | 2001. | 2011. |
| ----- | ----- | ----- | ----- | ----- | ----- | ----- | ----- |
| 1.646 | 1.828 | 1.623 | 1.508 | 1.514 | 1.591 | 2.092 | 2.452 |